# Ernst Litfaß
Ernst Amandus Theodor Litfaß (prononciation allemande : [ˈlɪtfas]), né à Berlin le 11 février 1816 et mort à Wiesbaden le 27 décembre 1874, est un imprimeur et éditeur prussien. Il est l'inventeur en royaume de Prusse des colonnes publicitaires cylindriques qui portent son nom (« Litfaßsäule »).
Créées en 1854 pour lutter contre l'affichage sauvage, ces colonnes sont connues en France sous le nom de « colonne Morris », d'après le nom de Richard-Gabriel Morris qui en obtient la concession en 1868 ; mais de tels supports existaient déjà à Paris depuis 1839 sous la forme d'édicules, appelés « colonnes moresques ».
À Berlin et Karlsruhe, les premiers édicules sur lesquels on pouvait coller des affiches prirent deux formes : l'un servait de pissotière (Pissoir) et l'autre de fontaine de rue (Brunnenumhüllung).

## Galerie d'images
Par ordre chronologique

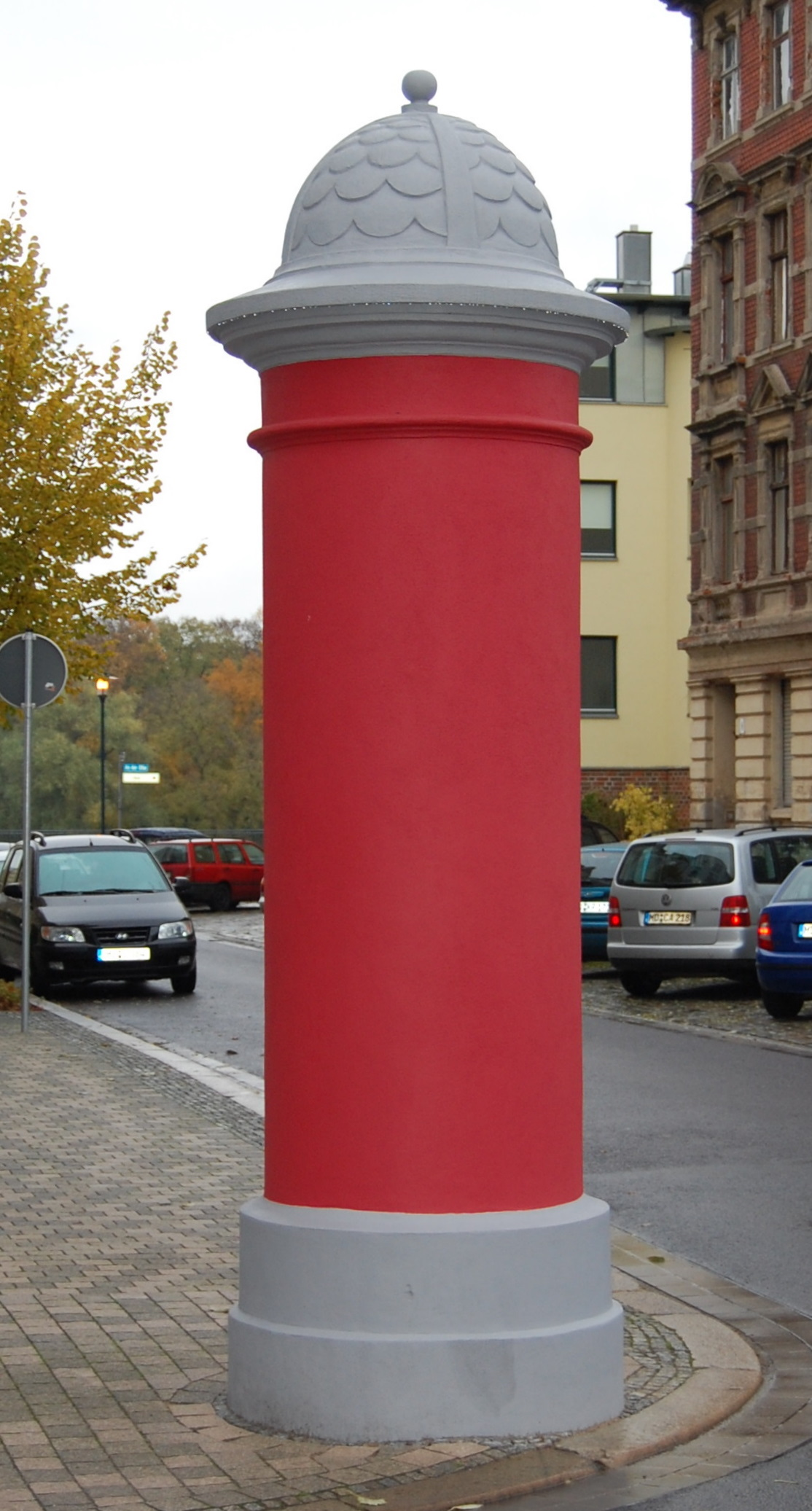
Litfaßsäule classée et rénovée datant du XIXe siècle.
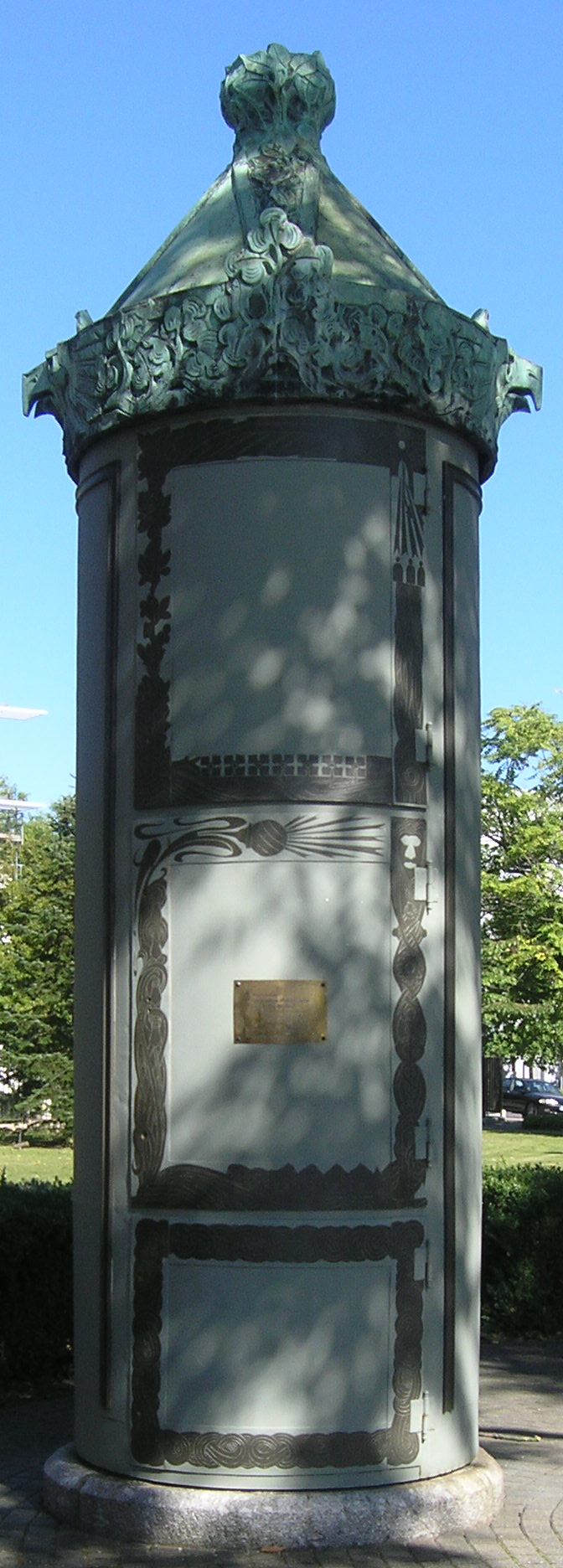
Litfaßsäule de l'époque du Jugendstil.
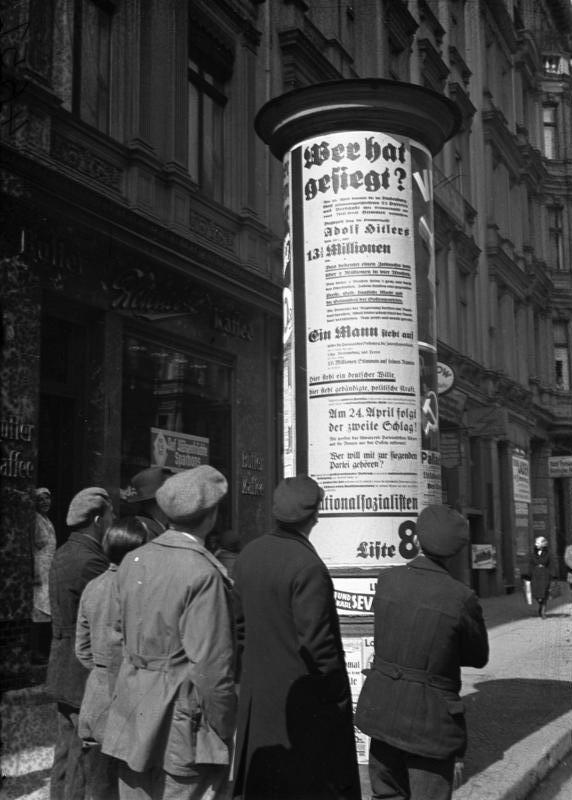
Litfaßsäule avec une affiche électorale du NSDAP (1932).
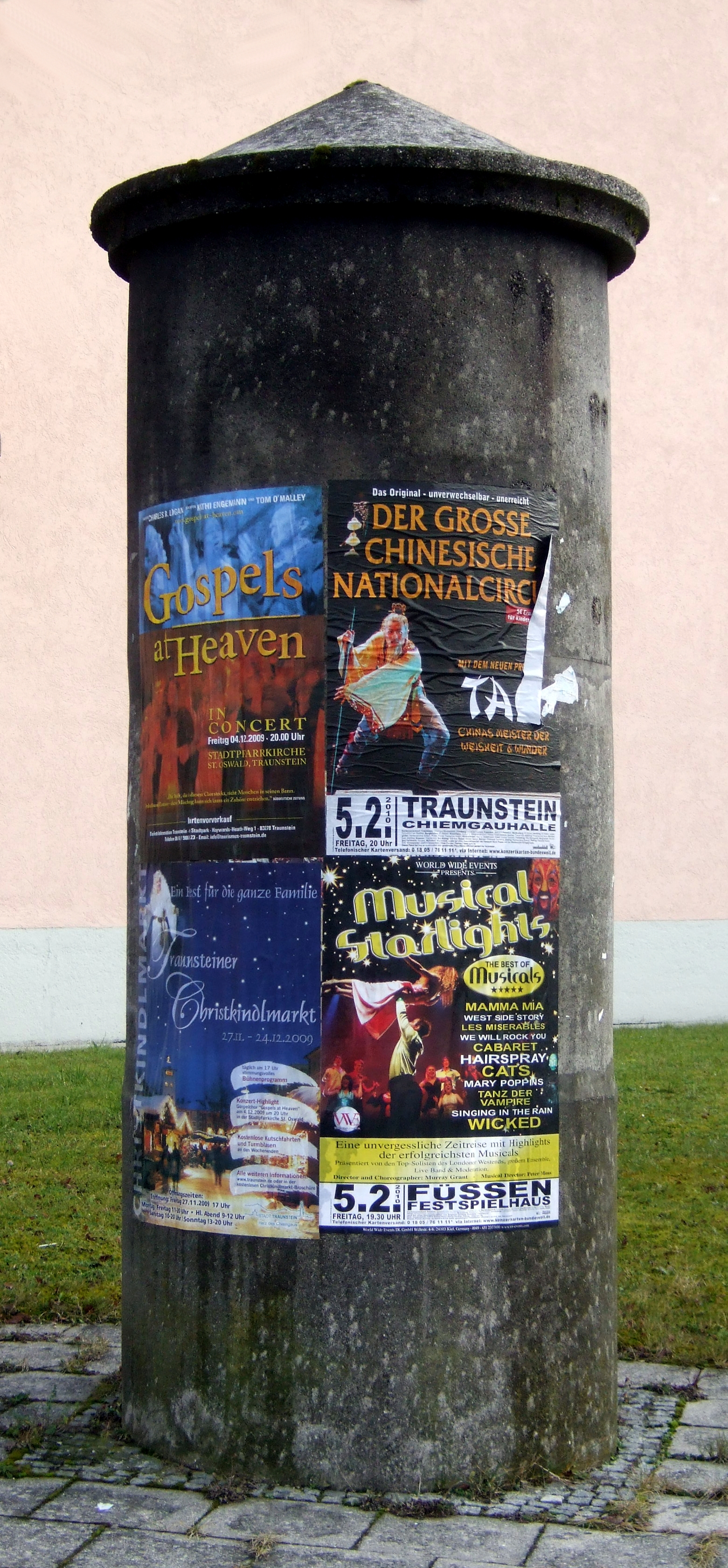
Litfaßsäule en ciment des années 1960.
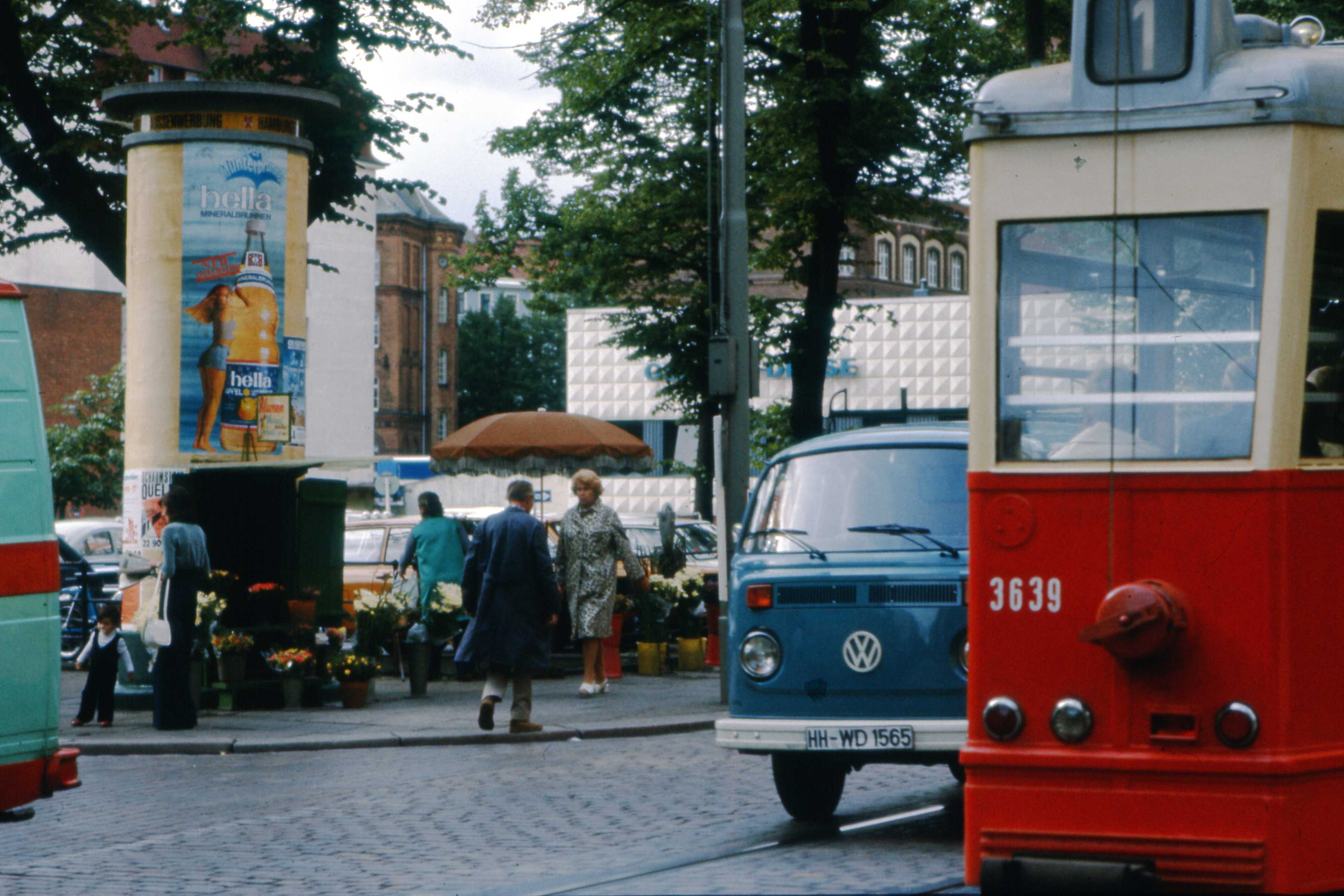
Fleuriste niché dans une Litfaßsäule, à Hambourg (1975).
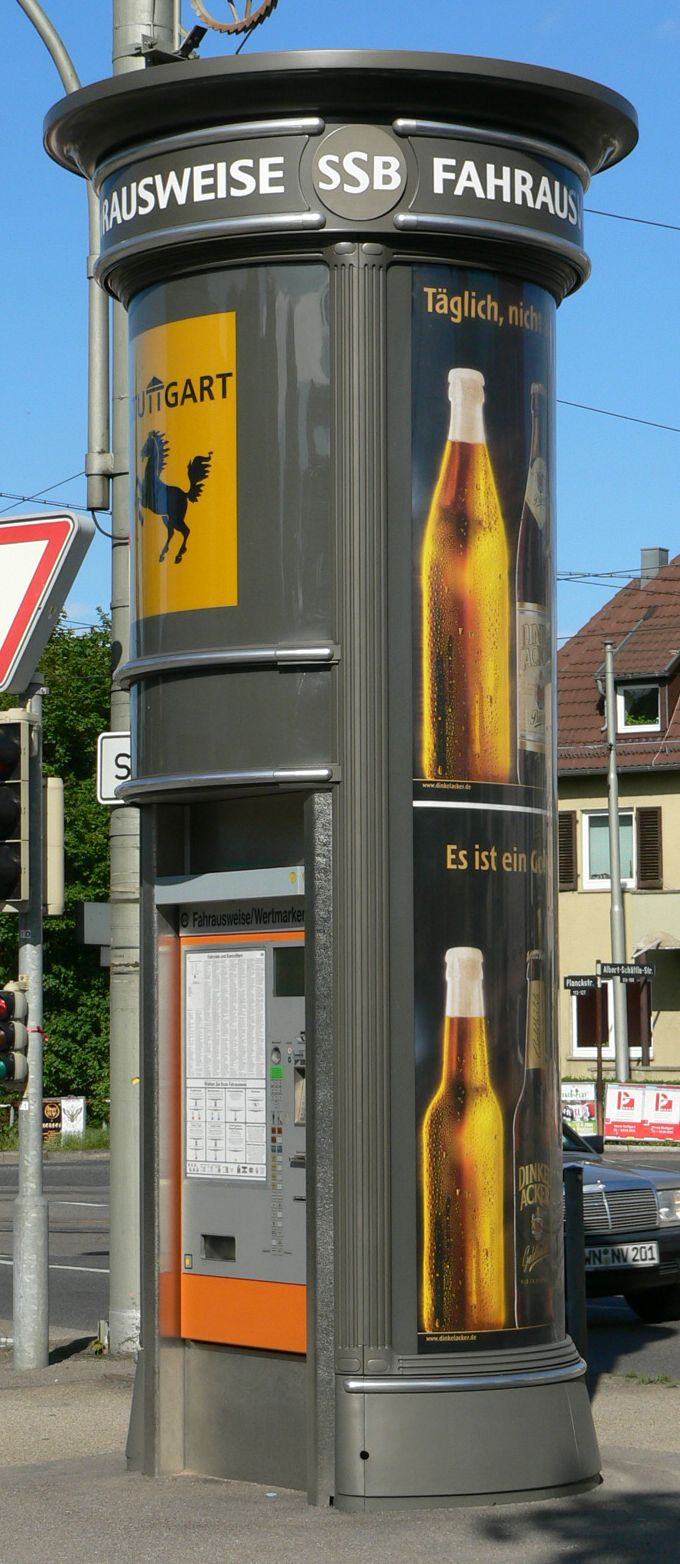
Litfaßsäule avec un distributeur automatique de billets à Stuttgart.
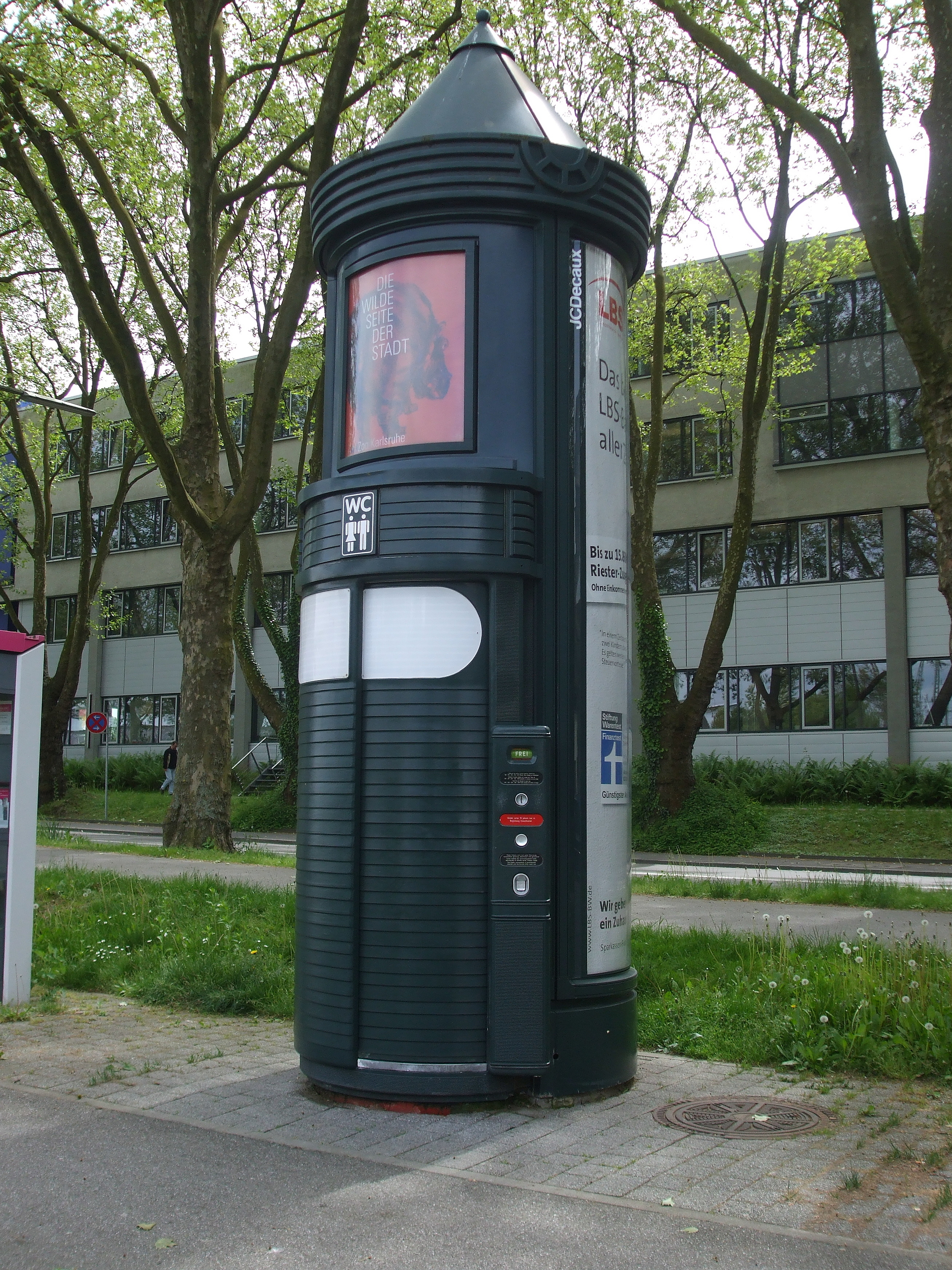
Litfaßsäule avec des toilettes à la gare centrale de Karlsruhe.
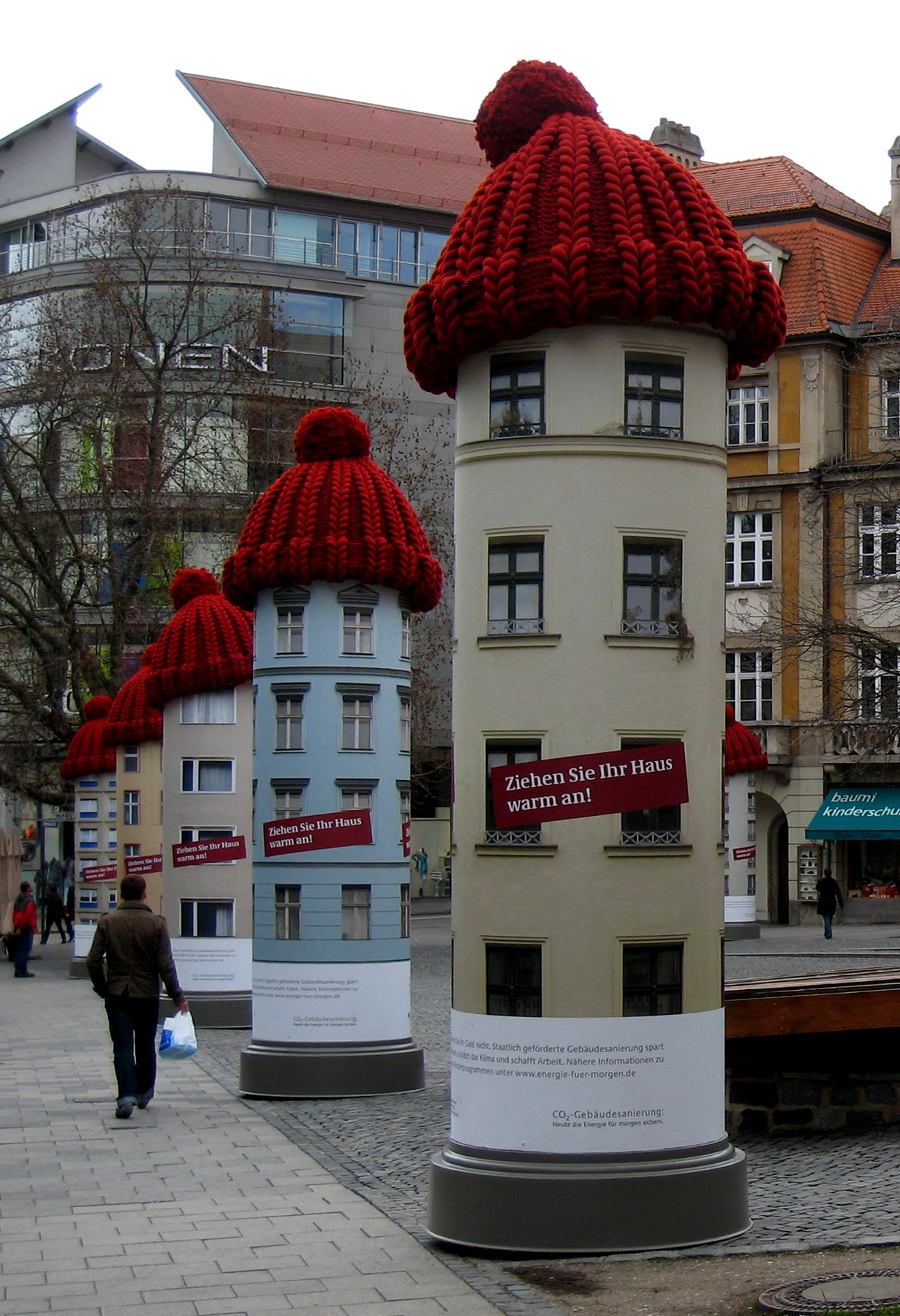
Litfaßsäule mobiles avec une publicité sur le réchauffement climatique, à Munich (2008).